# Nederland op de Olympische Zomerspelen 2004
Op de Olympische Zomerspelen van 2004 in Athene nam Nederland deel aan 22 verschillende onderdelen. Er waren 216 sporters die Nederland vertegenwoordigden. Deze Spelen was Nederland niet zo succesvol als die van vier jaar daarvoor in Sydney. Er werden 22 medailles gehaald, maar slechts vier daarvan waren er goud. In Sydney werden er twaalf gouden medailles behaald. In Athene werden er ook nog zowel negen zilveren medailles als bronzen medailles gewonnen.
Tijdens de openingsceremonie was het Mark Huizinga die de Nederlandse vlag mocht dragen. Bij de sluitingsceremonie was het Leontien Zijlaard-Van Moorsel die dit mocht doen. Chef de Mission op deze Spelen was Joop Alberda.

## Medailleoverzicht
| Sport        | Olympiër                                                                  | Discipline                     | Medaille |
| ------------ | ------------------------------------------------------------------------- | ------------------------------ | -------- |
| Paardensport | Anky van Grunsven                                                         | dressuur                       | Goud     |
| Wielrennen   | Leontien Zijlaard-Van Moorsel                                             | wegtijdrit (v)                 | Goud     |
| Zwemmen      | Pieter van den Hoogenband                                                 | 100 m vrij (m)                 | Goud     |
| Zwemmen      | Inge de Bruijn                                                            | 50 m vrij (v)                  | Goud     |
| Badminton    | Mia Audina                                                                | enkelspel (v)                  | Zilver   |
| Hockey       | Olympisch team                                                            | mannen                         | Zilver   |
| Hockey       | Olympisch team                                                            | vrouwen                        | Zilver   |
| Judo         | Edith Bosch                                                               | middengewicht (tot 70 kg) (v)  | Zilver   |
| Roeien       | team                                                                      | acht (m)                       | Zilver   |
| Wielrennen   | Theo Bos                                                                  | sprint (m)                     | Zilver   |
| Zwemmen      | Pieter van den Hoogenband                                                 | 200 m vrij (m)                 | Zilver   |
| Zwemmen      | Pieter van den Hoogenband Johan Kenkhuis Mitja Zastrow Klaas-Erik Zwering | 4× 100 m vrij (m)              | Zilver   |
| Zwemmen      | Inge de Bruijn                                                            | 100 m vrij (v)                 | Zilver   |
| Judo         | Mark Huizinga                                                             | middengewicht (tot 90 kg) (m)  | Brons    |
| Judo         | Dennis van der Geest                                                      | zwaargewicht (boven 90 kg) (m) | Brons    |
| Judo         | Deborah Gravenstijn                                                       | lichtgewicht (tot 57 kg) (v)   | Brons    |
| Roeien       | Kirsten van der Kolk Marit van Eupen                                      | lichte dubbel-twee (v)         | Brons    |
| Roeien       | team                                                                      | acht (v)                       | Brons    |
| Wielrennen   | Bart Brentjens                                                            | mountainbike, veldrit (m)      | Brons    |
| Wielrennen   | Leontien Zijlaard-Van Moorsel                                             | 3000 m achtervolging (v)       | Brons    |
| Zwemmen      | Inge de Bruijn                                                            | 100 m vlinder (v)              | Brons    |
| Zwemmen      | Inge de Bruijn Inge Dekker Chantal Groot Marleen Veldhuis                 | 4× 100 m vrij (v)              | Brons    |

## Overzicht per sport
| Sport        | Deelnemers | Goud | Zilver | Brons | Totaal |
| ------------ | ---------- | ---- | ------ | ----- | ------ |
| Atletiek     | 20         |      |        |       | '      |
| Badminton    | 4          |      | 1      |       | 1      |
| Boogschieten | 3          |      |        |       | '      |
| Gymnastiek   | 4          |      |        |       | '      |
| Hockey       | 32         |      | 2      |       | 2      |
| Honkbal      | 24         |      |        |       | '      |
| Judo         | 7          |      | 1      | 3     | 4      |
| Kanovaren    | 2          |      |        |       | '      |
| Paardensport | 8          | 1    |        |       | 1      |
| Roeien       | 26         |      | 1      | 2     | 3      |
| Schermen     | 1          |      |        |       | '      |
| Schietsport  | 3          |      |        |       | '      |
| Taekwondo    | 2          |      |        |       | '      |
| Tafeltennis  | 2          |      |        |       | '      |
| Triatlon     | 2          |      |        |       | '      |
| Volleybal    | 14         |      |        |       | '      |
| Wielrennen   | 24         | 1    | 1      | 2     | 4      |
| Zeilen       | 14         |      |        |       | '      |
| Zwemmen      | 18         | 2    | 3      | 2     | 7      |
| Totaal       | 210        | 4    | 9      | 9     | 22     |

## Deelnemers & Resultaten
(m) = mannen, (v) = vrouwen 

### Atletiek
| Olympiër                                                                     | Discipline               | Resultaat    | Prestatie |
| ---------------------------------------------------------------------------- | ------------------------ | ------------ | --- |
| Bram Som                                                                     | 800 m (m)                | halve finale | serie 4: 1.45,72 (5e tijd) halve finale 2: 1.45,50 (5e tijd) |
| Gert-Jan Liefers                                                             | 1500 m (m)               | 8e           | serie 2: 3.40,10 (6e tijd) halve finale 1: 3.36,00 (3e tijd) finale: 3.37,17 |
| Kamiel Maase                                                                 | 10.000 m (m)             | 14e          | 28.23,29 |
| Luc Krotwaar                                                                 | marathon (m)             | dns          | niet gestart |
| Gregory Sedoc                                                                | 110 m horden (m)         | kwartfinale  | serie 4: 13,65 (5e tijd) kwartfinale 2: niet gefinisht |
| Simon Vroemen                                                                | 3000 m steeplechase (m)  | 6e           | serie 2: 8.15,28 (2e tijd) finale: 8.13,25 |
| Patrick van Balkom Timothy Beck Caimin Douglas Troy Douglas                  | 4× 100 m (m)             | serie        | serie 2: niet gefinisht |
| Rens Blom                                                                    | polsstokhoogspringen (m) | 9e           | kwalificatiegroep a: 5,70m (4e) finale:5,55m (2e poging), 5,65m (1e poging) |
| Rutger Smith                                                                 | discuswerpen (m)         | kwalificatie | kwalificatiegroep B: ongeldig, 61,11m ongeldig (8e) |
| Rutger Smith                                                                 | kogelstoten (m)          | kwalificatie | kwalificatiegroep A: 19,02m, 13,28m, 19,69 m (7e) |
| Chiel Warners                                                                | tienkamp (m)             | 5e           | 947 punten, 100m: 10,62 995 punten, verspringen: 7,74m 758 punten, kogelstoten:14,48m 776 punten, hoogspringen: 1,97m 911 punten, 400m: 47,97 973 punten, 110m horden: 14,01 741 punten, discuswerpen: 43,72m 880 punten, polsstokhoogspringen: 4,90m 792 punten, speerwerpen: 55,39m 693 punten, 1500m: 4.38,05 totaal 8343 punten              |
| Eugène Martineau                                                             | tienkamp (m)             | 29e          | 863 punten, 100m: 10,99 776 punten, verspringen: 6,84m 0 punten, kogelstoten: geen geldige afstand 803 punten, hoogspringen: 2,00m 911 punten, 400m: 49,10 847 punten, 110m horden: 15,02 665 punten, discuswerpen: 40,00m 849 punten, polsstokhoogspringen: 4,80m 792 punten, speerwerpen: 63,62m 733 punten, 1500m: 4.31,79 totaal 7185 punten |
|                                                                              |                          |              | |
| Lornah Kiplagat                                                              | 10.000 m (v)             | 5e           | 30.31,92 |
| Joan van den Akker Pascal van Assendelft Annemarie Kramer Jacqueline Poelman | 4× 100 m (v)             | serie        | serie 2: niet gefinisht |
| Lieja Tunks-Koeman                                                           | kogelstoten (v)          | 11e          | kwalificatiegroep B: 18,38m, ongeldig,18,33m (4e) finale: ongeldig, 18,13m, 18,14m |
| Karin Ruckstuhl                                                              | zevenkamp (v)            | 16e          | 1059 punten, 100m horden: 13,44 1041 punten, hoogspringen: 1,85m 752 punten, kogelstoten: 13,37m 952 punten, 200m: 24,59 819 punten, verspringen: 5,90m 604 punten, speerwerpen: 36,70m 908 punten, 800m: 2.13,95 totaal 6108 punten |

### Badminton
| Olympiër                  | Discipline         | Resultaat      | Prestatie |
| ------------------------- | ------------------ | -------------- | --- |
| Mia Audina                | enkelspel (v)      | Zilver         | 1/16F: versloeg Nigella Saunders Jamaica 2-0 (11-4, 11-1) 1/8F: versloeg Aparna Popat Indonesië 2-1 (9-11, 11-1, 11-3) 1/4F: versloeg Tracey Hallam Groot-Brittannië 2-0 (11-0, 11-9) 1/2F: versloeg Gong Ruina China 2-0 (11-4, 11-2) finale: verloor van Zhang Ning China 1-2 (11-8, 6-11, 7-11) |
| Yao Jie                   | enkelspel (v)      | achtste finale | 1/16F: versloeg Yanmei Jiang Singapore 2-0 (11-6, 11-8) 1/8F: verloor van Wang Chen Hongkong 1-2 (11-8, 10-13, 8-11) |
| Mia Audina Lotte Bruijl   | dubbelspel (v)     | kwart finale   | 1/16F: vrij 1/8F: versloeg Ella Tripp & Joanne Wright Groot-Brittannië 2-0 (15-7, 15-7) 1/4F: verloor van Ra Kyung-min & Lee Kyung-won Zuid-Korea 0-2 (5-15, 2-15) |
| Chris Bruijl Lotte Bruijl | gemengd dubbelspel | achtste finale | 1/16F: vrij 1/8F: verloor van Kim Dong-Moon Ra Kyung-Min Zuid-Korea 0-2 (4-15, 6-15) |

### Boogschieten
| Olympiër                                       | Discipline  | Resultaat | Prestatie |
| ---------------------------------------------- | ----------- | --------- | --- |
| Wietse van Alten                               | mannen      | 27e       | kwalificatie: 661 punten (14e) 1/32F: versloeg Ricardo Merlos El Salvador 152-151 verloor van Ilario Di Buò Italië 160-164      |
| Ron van der Hoff                               | mannen      | 30e       | kwalificatie: 633 punten (49e) 1/32F: versloeg Butch Johnson Verenigde Staten 145-135 verloor van Satyadev Prasad India 155-158 |
| Pieter Custers                                 | mannen      | 44e       | kwalificatie: 646 punten (36e) 1/32F: verloor van Stanislav Zabrodskiy Kazachstan 141-145                                       |
| Wietse van Alten Piet Custers Ron van der Hoff | mannen team | 5e        | kwalificatie: 1940 (9e) 1/8F versloegen Mexico 244-234 1/8F verloren van Zuid-Korea 249-250                                     |

### Gymnastiek
| Olympiër          | Discipline     | Resultaat    | Prestatie |
| ----------------- | -------------- | ------------ | --- |
| Suzanne Harmes    | turnen (v)     | kwalificatie | sprong: 9,125 (53e) brug met ongelijke liggers: 9,137 (52e) balk: 8,162 (74e) vloer: 9,337 (26e) meerkamp: 35,761 (42e) |
| Laura van Leeuwen | turnen (v)     | kwalificatie | sprong: 9,037 (69e) brug met ongelijke liggers: 9,437 (27e) balk: 8,600 (61e) vloer: 8,412 (73e) meerkamp: 35,486 (46e) |
| Alan Villafuerte  | trampoline (m) | 16e          | kwalificatie: sprong 1: 27,00 (10e) sprong 2: 17,90 (15e) totaal: 44,90                                                 |
| Andrea Lenders    | trampoline (v) | 8e           | kwalificatie: sprong 1: 27,40 (5e) sprong 2: 35,30 (10e) totaal: 62,70 (8e) finale: 24,30 (8e)                          |

### Hockey

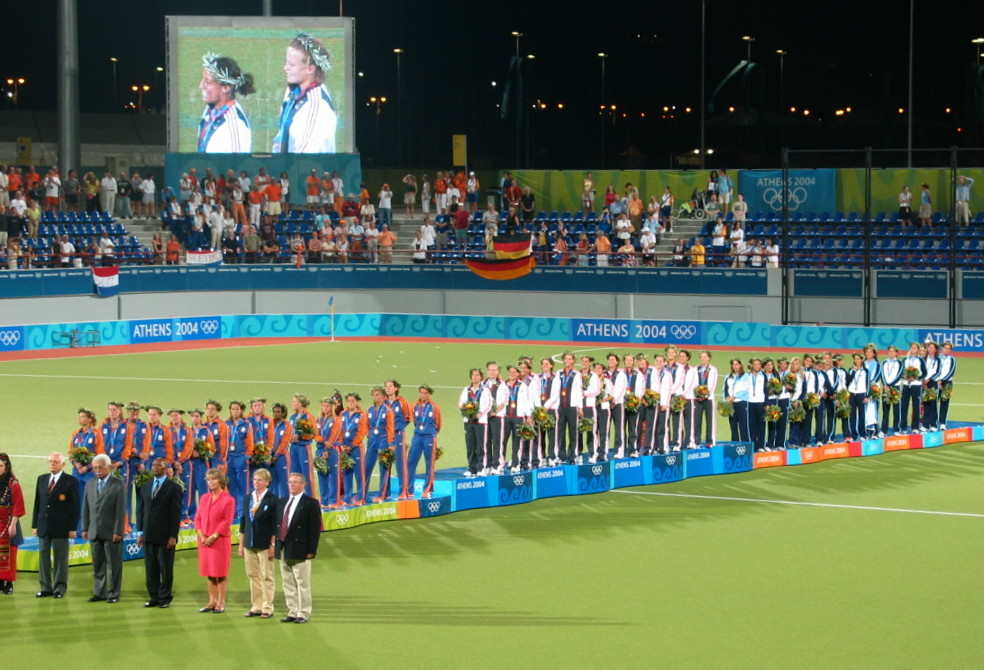
Het dameshockeyteam ontvangt de zilveren medaille

| Olympiër | Discipline | Resultaat | Prestatie |
| --- | ---------- | --------- | --- |
| Matthijs Brouwer, Ronald Brouwer, Jeroen Delmee, Geert-Jan Derikx Rob Derikx, Marten Eikelboom, Floris Evers, Erik Jazet Karel Klaver, Jesse Mahieu, Teun de Nooijer, Rob Reckers Taeke Taekema, Klaas Veering, Guus Vogels, Sander van der Weide                                        | mannen     | Zilver    | voorronde 3-1 Nederland - India 4-3 Nederland - Nieuw-Zeeland 3-2 Nederland - Zuid-Afrika 4-2 Nederland - Argentinië 2-1 Nederland - Australië HF 3-2 Nederland - Duitsland finale 1-2 Nederland - Australië na verlenging |
| Minke Booij, Ageeth Boomgaardt, Chantal de Bruijn, Mijntje Donners Miek van Geenhuizen, Sylvia Karres, Lieve van Kessel, Fatima Moreira de Melo Eefke Mulder, Lisanne de Roever, Maartje Scheepstra, Janneke Schopman Clarinda Sinnige, Minke Smabers, Jiske Snoeks, Macha van der Vaart | vrouwen    | Zilver    | voorronde 6-2 Nederland - Zuid-Afrika 3-2 Nederland - Zuid-Korea 4-1 Nederland - Duitsland 1-0 Nederland - Australië HF 2-2 Nederland - Argentinië (4-2 na strafballen) finale 1-2 Nederland - Duitsland                   |

### Honkbal
| Olympiër | Discipline | Resultaat | Prestatie |
| --- | ---------- | --------- | --- |
| Sharnol Adriana, Wladimir Balentien, Johnny Balentina, Patrick Beljaards Maikel Benner, Yurrendel DeCaster, Ivanon Coffie, Rob Cordemans Robin van Doornspreek, Dave Draijer, Evert-Jan 't Hoen, Chairon Isenia Eelco Jansen, Sidney de Jong, Ferenc Jongejan, Eugene Kingsale Dirk van 't Klooster, Patrick de Lange, Raily Legito, Calvin Maduro Diego Markwell, Ralph Milliard, Harvey Monte, Alexander Smit | mannen     | 6de       | voorronde 11-0 Nederland - Griekenland 3-8 Nederland - Japan 0-7 Nederland - Canada 10-4 Nederland - Italië 2-9 Nederland - Cuba 2-22 Nederland - Australië 1-5 Nederland - Chinees Taipei |

### Judo
| Olympiër             | Discipline                        | Resultaat   | Prestatie |
| -------------------- | --------------------------------- | ----------- | --- |
| Guillaume Elmont     | halfmiddengewicht (tot 81 kg) (m) | 1/16 finale | 1/16F: verloor van Mehman Azizov Azerbeidzjan |
| Mark Huizinga        | middengewicht (tot 90 kg) (m)     | Brons       | 1/16F: versloeg Gerhard Dempf Duitsland 1/8F: verloor van Hwang Hee-Tae Zuid-Korea herkansing KF: versloeg Przemysław Matyjaszek Polen herkansing HF: versloeg Keith Morgan Canada herkansing finale: versloeg Eduardo Costa Argentinië om brons: versloeg Winston Gordon Groot-Brittannië |
| Elco van der Geest   | zwaargewicht (tot 100 kg) (m)     | 5e          | 1/16F: versloeg Movlud Miraliyev Azerbeidzjan 1/8F: versloeg Bassel El Gharbawy Egypte KF: versloeg Kosei Inoue Japan HF: verloor van Ihor Makarov Wit-Rusland om brons: verloor van Ariel Ze'evi Israël                                                                                   |
| Dennis van der Geest | zwaargewicht (boven 100 kg) (m)   | Brons       | 1/16F: versloeg Luis Alonso Morán Honduras 1/8F: versloeg Yeldos Ikhsangaliyev Kazachstan KF: verloor van Paolo Bianchessi Italië herkansing HF: versloeg Kim Sung-Beom Zuid-Korea herkansing finale: versloeg Andreas Tölzer Duitsland om brons: versloeg Mahmoud Miran Iran              |
|                      |                                   |             | |
| Deborah Gravenstijn  | lichtgewicht (tot 57 kg) (v)      | Brons       | 1/16F: vrij 1/8: versloeg Ellen Wilson Verenigde Staten KF: versloeg Danielle Zangrando Brazilië HF: verloor van Yvonne Bönisch Duitsland om brons: versloeg Barbara Harel Frankrijk |
| Edith Bosch          | middengewicht (tot 70 kg) (v)     | Zilver      | 1/16F: vrij 1/8: versloeg Cecilia Blanco Spanje KF: versloeg Elizabeth Copes Argentinië HF: versloeg Annett Böhm Duitsland finale: verloor van Masae Ueno Japan |
| Claudia Zwiers       | halfzwaargewicht (tot 78 kg) (v)  | 1/16 finale | 1/16F: verloor van Liu Xia China Herkansing 1/8F: verloor van Vera Moskalyuk Rusland |

### Kanovaren
| Olympiër     | Discipline | Resultaat | Prestatie |
| ------------ | ---------- | --------- | --- |
| Sam Oud      | K1 slalom  | 8e        | serie 1: 107,27 serie 2: 95,41 totaal: 202,68 (20e) halve finale: 94,46 (3e) finale: 102,82 totaal halve finale + finale: 197,28 |
| Floris Braat | K1 slalom  | 17e       | serie 1: 97,96 serie 2: 97,18 totaal: 195,14 (11e) halve finale: 101,39 (17e)                                                    |

### Paardensport
| Olympiër                                                            | Discipline          | Resultaat | Prestatie |
| ------------------------------------------------------------------- | ------------------- | --------- | --- |
| Anky van Grunsven op IPS Salinero                                   | dressuur            | Goud      | Grand Prix: 74,208% (3e) Grand Prix Special: 77,800% (1e) Grand Prix Freestyle: 85,825% (1e) totaal: 79,278% |
| Imke Bartels op Lancet                                              | dressuur            | 11e       | Grand Prix: 69,750% (15e) Grand Prix Special: 71,720 (9e) Grand Prix Freestyle: 74,850% (12e) totaal: 72,107% |
| Sven Rothenberger op Barclay II                                     | dressuur            | 17e       | Grand Prix: 69,833% (14e) Grand Prix Special: 69,040 (17e) totaal: 69,437% |
| Marlies van Baalen op Idocus                                        | dressuur            | 43e       | Grand Prix: 64,583% (43e) |
| Marlies van Baalen Imke Bartels Anky van Grunsven Sven Rothenberger | dressuur team       | 4e        | 74,208% Anky van Grunsven 69,833% Sven Rothenberger 69,750% Imke Bartels 64,583% Marlies van Baalen 71,264% totaal |
| Wim Schröder op Montreal                                            | springconcours      | 28e       | kwalificatie ronde 1: 0 strafpunten kwalificatie ronde 2: 4 strafpunten kwalificatie ronde 3: 8 strafpunten totaal: 12 strafpunten (13e) finale A: 4 strafpunten |
| Leopold van Asten op Fleche Rouge                                   | springconcours      | 31e       | kwalificatie ronde 1: 4 strafpunten kwalificatie ronde 2: 4 strafpunten kwalificatie ronde 3: 8 strafpunten totaal: 16 strafpunten (19e) finale A: 12 strafpunten finale B: geëlimineerd                                                                                 |
| Gert-Jan Bruggink op Joel                                           | springconcours      | 33e       | kwalificatie ronde 1: 4 strafpunten kwalificatie ronde 2: 0 strafpunten kwalificatie ronde 3: 4 strafpunten totaal: 8 strafpunten (5e) finale A: 4 strafpunten |
| Gerco Schröder op Monaco                                            | springconcours      | 48e       | kwalificatie ronde 1: 5 strafpunten kwalificatie ronde 2: 8 strafpunten kwalificatie ronde 3: 4 strafpunten totaal: 17 strafpunten (21e) * |
| Leopold van Asten Gert-Jan Bruggink Gerco Schröder Wim Schröder     | springconcours team | 4e        | ronde 1: 0 strafpunten Gert-Jan Bruggink 4 strafpunten Leopold van Asten 4 strafpunten Wim Schröder 8 totaal ronde 1 (2e) ronde 2: 4 strafpunten Gert-Jan Bruggink 4 strafpunten Gerco Schröder 8 strafpunten Leopold van Asten 16 totaal ronde 2 (6e) totaal: 24 punten |

- Gerco Schröder ging niet verder omdat hij de 4de Nederlander was.

### Roeien
| Olympiër | Discipline                      | Resultaat | Prestatie                                                                                                |
| --- | ------------------------------- | --------- | --- |
| Dirk Lippits | skiff (m)                       | 16e       | serie 5: 7.21,19 (3e) herkansing 1: 7.01,39 (2e) halve finale A/C 1: 7.05,94 (5e) finale C: 6.58,20 (4e) |
| Karel Dormans Joeri de Groot Gerard van der Linden Ivo Snijders                                                                                               | lichte vier-zonder-stuurman (m) | 4e        | serie 1:5.52,52 (2e) halve finale A/B 2: 5.57,47 (2e) finale: 5.58,94                                    |
| Michiel Bartman, Chun Wei Cheung, Geert-Jan Derksen Gerritjan Eggenkamp, Jan-Willem Gabriëls, Daniël Mensch Diederik Simon, Matthijs Vellenga, Gijs Vermeulen | acht (m)                        | Zilver    | serie 1: 5.25,26 (2e) herkansing 1: 5.32,51 (1e) finale: 5.43,75                                         |
| |                                 |           | |
| Femke Dekker | skiff (v)                       | 10e       | serie 1: 7.55,50 (3e) herkansing 4: 7.39,84 (2e) halve finale 2 A/B: 8.10,76 (6e) finale B: 7.39,15 (4e) |
| Marit van Eupen Kirsten van der Kolk | lichte dubbel-twee (v)          | Brons     | serie 3: 7.00,46 (3e) herkansing 3: 6.52,53 (1e) halve finale A/B 1: 6.53,10 (2e) finale: 6.58,54        |
| Hurnet Dekkers, Annemiek de Haan, Nienke Hommes Annemarieke van Rumpt, Sarah Siegelaar, Marlies Smulders Helen Tanger, Froukje Wegman, Ester Workel           | acht (v)                        | Brons     | serie 2: 6.04,10 (1e) finale: 6.19,85                                                                    |

### Schermen
| Olympiër  | Discipline | Resultaat   | Prestatie                                              |
| --------- | ---------- | ----------- | ------------------------------------------------------ |
| Sonja Tol | degen (v)  | 1/16 finale | 1/16F: verloor van Ildikó Mincza-Nébald Hongarije 7-15 |

### Schietsport
| Olympiër         | Discipline                                 | Resultaat | Prestatie                                                                      |
| ---------------- | ------------------------------------------ | --------- | ------------------------------------------------------------------------------ |
| Dick Boschman    | 10 meter luchtgeweer (m)                   | 18e       | kwalificatie: 592 punten (18e)                                                 |
| Dick Boschman    | kleinkalibergeweer 50 m liggend (m)        | 40e       | kwalificatie: 587 punten (40e)                                                 |
| Dick Boschman    | kleinkalibergeweer 50 m drie houdingen (m) | 26e       | liggend: 392 staand: 381 punten geknield: 381 punten totaal: 1151 punten (26e) |
| Hennie Dompeling | skeet (m)                                  | 21e       | kwalificatie: 119 punten (21e)                                                 |
| Jan-Cor Geef     | skeet (m)                                  | 34e       | kwalificatie: 115 punten (34e)                                                 |

### Synchroonzwemmen
| Olympiër                                   | Discipline | Resultaat | Prestatie            |
| ------------------------------------------ | ---------- | --------- | -------------------- |
| Bianca van der Velden Sonja van der Velden | duet (v)   | 13e       | kwalificatie: 88,667 |

### Taekwondo
| Olympiër        | Discipline    | Resultaat    | Prestatie                                                                                                   |
| --------------- | ------------- | ------------ | --- |
| Patrick Stevens | tot 80 kg (m) | 1/8F         | 1/8F: verloor van Christophe Negrel Frankrijk 10-13                                                         |
|                 |               |              | |
| Charmie Sobers  | tot 67 kg (v) | kwart finale | 1/8F: versloeg Sarah Bainbridge Groot-Brittannië 7-6 KF: verloor van Mary Antoinette Rivero Filipijnen 4-10 |

### Tafeltennis
| Olympiër                  | Discipline     | Resultaat | Prestatie |
| ------------------------- | -------------- | --------- | --- |
| Trinko Keen               | enkelspel (m)  | 1/16F     | 1/64F: vrijgeloot 1/32F: versloeg Torben Wosik Duitsland 4-3 (12-10, 10-12, 7-11, 11-5, 5-11 , 13-11, 11-9) 1/16F: verloor van Wang Liqin China 1-4 (11-6, 1-11, 8-11, 4-11, 2-11)                        |
| Danny Heister             | enkelspel (m)  | 1/32F     | 1/64F: vrijgeloot 1/32F: verloor van Koji Matsuhita Japan 0-4 (7-11, 7-11, 8-11, 4-11) |
| Danny Heister Trinko Keen | dubbelspel (m) | 1/8F      | 1/32F: vrijgeloot 1/16F: versloegen William Henzell & David Zalcberg Australië 4-1 (15-13, 12-10, 6-11, 14-12, 11-3) 1/16F: verloren van Qi Chen & Ma Lin China 2-4 (12-10, 7-11, 7-11, 13-11, 5-11, 3-11 |

### Triatlon
| Olympiër               | Discipline | Resultaat | Prestatie  |
| ---------------------- | ---------- | --------- | ---------- |
| Wieke Hoogzaad         | vrouwen    | 25e       | 2:09.47,21 |
| Tracy Looze-Hargreaves | vrouwen    | 29e       | 2:10.35,81 |

### Volleybal
| Olympiër | Discipline         | Resultaat | Prestatie |
| --- | ------------------ | --------- | --- |
| Rob Bontje, Albert Cristina, Kay van Dijk, Nico Freriks Dirk-Jan van Gendt, Mike van de Goor, Guido Görtzen, Robert Horstink Marko Klok, Reinder Nummerdor, Richard Schuil, Jeroen Trommel | mannen             | 1e ronde  | voorronde 3-2 Nederland - Rusland 0-3 Nederland - Verenigde Staten 1-3 Nederland - Brazilië 0-3 Nederland - Italië 3-0 Nederland - Australië                                                 |
| |                    |           | |
| Rebekka Kadijk Marrit Leenstra | beachvolleybal (v) | 1e ronde  | voorronde 0-2 (19-21, 16-21) Eva Celbová & Soňa Nováková Tsjechië 0-2 (11-21, 13-21) Kerri Walsh & Misty May Verenigde Staten 1-2 (21-15, 17-21, 13-15) Ryoko Tokuno & Chiaki Kusuhara Japan |

### Wielersport
| Olympiër                                              | Discipline                    | Resultaat | Prestatie |
| ----------------------------------------------------- | ----------------------------- | --------- | --- |
| Theo Bos                                              | 1000 m tijdrit (m)            | 5e        | 1.01,986 |
| Theo Bos                                              | sprint (m)                    | Zilver    | kwalificatie: 10,214 (2e) 1/16F versloeg Alois Kaňkovský Tsjechië 1/8F: versloeg Teun Mulder Nederland KF: versloeg Ross Edgar Groot-Brittannië 2-0 HF: versloeg René Wolff Duitsland 2-0 finale: verloor van Ryan Bayley Australië 1-2                    |
| Theo Bos                                              | keirin (m)                    | 11e       | serie 1: 4e herkansing 3: 1e ronde 2: niet gefinisht plaats 7 t/m 12: niet gestart |
| Teun Mulder                                           | 1000 m tijdrit (m)            | 11de      | 1.03,165 |
| Teun Mulder                                           | sprint (m)                    | 10de      | kwalificatie: 10,565 (12e) 1/16F: verloor van Damian Zielinski Polen herkansingsronde 1: won van Kim Chi-Bum Zuid-Korea & Alois Kaňkovský Tsjechië verloor van Theo Bos Nederland herkansingsronde 2: verloor van Barry Forde Barbados plaats 9 t/m 12: 2e |
| Teun Mulder                                           | keirin (m)                    | 1e ronde  | serie 3: 3e herkansingsronde 1: 3e |
| Theo Bos Teun Mulder Jan Bos                          | sprint team                   | 6e        | kwalificatie: 44,539 (6e) |
| Levi Heimans                                          | 4000 m achtervolging (m)      | dns       | niet gestart |
| Levi Heimans Jens Mouris Peter Schep Jeroen Straathof | 4000 m achtervolging team (m) | 5e        | kwalificatie: 4.06,286 (5e) KF: verloren van Duitsland |
| Peter Schep                                           | puntenkoers (m)               | 7e        | 58 punten |
| Robert Slippens Danny Stam                            | madison (m)                   | 14e       | 1 ronde achterstand + 2 punten |
|                                                       |                               |           | |
| Max van Heeswijk                                      | wegrace (m)                   | 17e       | 5:41.56 |
| Erik Dekker                                           | wegrace (m)                   | 41e       | 5:42.29 |
| Karsten Kroon                                         | wegrace (m)                   | 52e       | 5:47.13 |
| Michael Boogerd                                       | wegrace (m)                   | dnf       | niet gefinisht |
| Servais Knaven                                        | wegrace (m)                   | dnf       | niet gefinisht |
| Thomas Dekker                                         | tijdrit (m)                   | 20e       | 1:00.37,49 |
|                                                       |                               |           | |
| Bart Brentjens                                        | mountainbike, veldrit (m)     | Brons     | 2:17.05 |
| Bas Peters                                            | mountainbike, veldrit (m)     | 13e       | 2:21.44 |
| Thijs Al                                              | mountainbike, veldrit (m)     | 25e       | 2:27.13 |
|                                                       |                               |           | |
| Yvonne Hijgenaar                                      | 500 m tijdrit                 | 5e        | 34,532 |
| Yvonne Hijgenaar                                      | sprint (v)                    | 11de      | kwalificatie: 11,400 (5e) 1/8F: verloor van Daniela Greluis Larreal Chirinos Venezuela herkansing: verloor van Katrin Meinke Duitsland plaats 9 t/m 12: 3e                                                                                                 |
| Leontien Zijlaard-Van Moorsel                         | 3000 m achtervolging (v)      | Brons     | kwalificatie: 3.30,422 (3e) KF: versloeg Karin Thürig Zwitserland (4e tijd) om brons: versloeg Katie Mactier Australië |
| Adrie Visser                                          | puntenkoers (v)               | 10e       | 5 punten |
|                                                       |                               |           | |
| Mirjam Melchers                                       | wegrace (v)                   | 6e        | 3:25.06 |
| Mirjam Melchers                                       | tijdrit                       | 13e       | 33.01,58 |
| Anouska van der Zee                                   | wegrace (v)                   | dnf       | niet gefinisht |
| Leontien Zijlaard-Van Moorsel                         | wegrace (v)                   | dnf       | niet gefinisht |
| Leontien Zijlaard-Van Moorsel                         | tijdrit (v)                   | Goud      | 31.11,35 |
|                                                       |                               |           | |
| Elsbeth van Rooy-Vink                                 | mountainbike, veldrit (v)     | 5e        | 2:01.41 |

### Zeilen
| Olympiër                                        | Discipline              | Resultaat | Prestatie                                              |
| ----------------------------------------------- | ----------------------- | --------- | ------------------------------------------------------ |
| Joeri van Dijk                                  | Mistral plankzeilen (m) | 20e       | 177 punten (26, 18, 16, 17, 28 15, 10, 17, 13, 26, 19) |
| Jaap Zielhuis                                   | Finn klasse (m)         | 19e       | 136 punten (22, 19, 18, 12, 13, 7, 12, 16, 14, 13, 12) |
| Kalle Coster Sven Coster                        | 470 klasse (m)          | 6e        | 101 punten (4, 21, 4, 16, 12, 18, 6, 8, 6, 22, 6)      |
| Mark Neeleman Peter van Niekerk                 | Star klasse (m)         | 14e       | 98 punten (14, 10, 14, 12, 8, 4, 15, 10, 17, 10, 1)    |
| Margriet Matthijsse Lisa Westerhof              | 470 klasse (v)          | 9e        | 100 punten (10, GD, 1, 15NP, 4, 10, 7, 7, 19, 12, 15)  |
| Annemieke Bes Petronella de Jong Annelies Thies | Yngling klasse (v)      | 4e        | 56 punten (8, 1, 13, 8, 3, 5, 8, 12NP, 5, 4, 2)        |
| Carolijn Brouwer                                | Europe (v)              | 19e       | 151 punten (19, GD, 18, 21, 15, 17, 18, 13, 8, 20, 2)  |
| Mitch Booth Herbert Dercksen                    | Tornado klasse          | 5e        | 61 punten (11, 5, 10, 4, 4, 3, 1, 10, 6, 7, 17)        |

GD=gediskwalificeerd 
 NP=na protest

### Zwemmen
| Olympiër                                                                              | Discipline          | Resultaat | Prestatie                                                                    |
| ------------------------------------------------------------------------------------- | ------------------- | --------- | ---------------------------------------------------------------------------- |
| Pieter van den Hoogenband                                                             | 50 m vrij (m)       | 17e       | serie 11: 22,56 (7e tijd)                                                    |
| Pieter van den Hoogenband                                                             | 100 m vrij (m)      | Goud      | serie 7: 48,70 (1e tijd) halve finale 2: 48,55 (2e tijd) finale: 48,17       |
| Pieter van den Hoogenband                                                             | 200 m vrij (m)      | Zilver    | serie 8: 1.46,32 (2e tijd) halve finale 1: 1.46,00 (1e tijd) finale: 1.45,23 |
| Johan Kenkhuis                                                                        | 50 m vrij (m)       | 18e       | serie 10: 22,58 (3e tijd)                                                    |
| Thijs van Valkengoed                                                                  | 100 m school (m)    | 16e       | serie 7: 1.02,03 (5e tijd) halve finale 1: 1.02,36 (8e tijd)                 |
| Thijs van Valkengoed                                                                  | 200 m school (m)    | 26e       | serie 5: 2.16,80 (8e tijd)                                                   |
| Joris Keizer                                                                          | 100 m vlinder (m)   | 19e       | serie 6: 53,41 (3e tijd)                                                     |
| Pieter van den Hoogenband Johan Kenkhuis Mitja Zastrow Klaas-Erik Zwering Mark Veens* | 4× 100 m vrij (m)   | Zilver    | serie 1: 3.16,42 (4e tijd) finale: 3.14,36                                   |
|                                                                                       |                     |           |                                                                              |
| Inge de Bruijn                                                                        | 50 m vrij (v)       | Goud      | serie 10: 24,66 (1e tijd) halve finale 2: 24,56 (1e tijd) finale: 24,58      |
| Inge de Bruijn                                                                        | 100 m vrij (v)      | Zilver    | serie 5: 54,43 (1e tijd) halve finale 2: 54,06 (2e tijd) finale: 54,16       |
| Inge de Bruijn                                                                        | 100 m vlinder (v)   | Brons     | serie 5: 58,47 (3e tijd) halve finale 2: 57,50 (1e tijd) finale: 57,99       |
| Marleen Veldhuis                                                                      | 50m vrij (v)        | 9e        | serie 10: 25,28 (4e tijd) halve finale 1: 25,27 (3e tijd)                    |
| Marleen Veldhuis                                                                      | 100 m vrij (v)      | 11e       | serie 5: 55,81 (4e tijd) halve finale 1: 55,32 (6e tijd)                     |
| Madelon Baans                                                                         | 100 m school (v)    | 21e       | serie 5: 1.11,10 (7e tijd)                                                   |
| Chantal Groot                                                                         | 100 m vlinder (v)   | 21e       | serie 4: 1.00,49 (7e tijd)                                                   |
| Inge de Bruijn Chantal Groot Marleen Veldhuis Inge Dekker Annabel Kosten*             | 4× 100 m vrij (v)   | Brons     | serie 2: 3.39,93 (3e tijd) finale: 3.37,59                                   |
| Inge de Bruijn Chantal Groot Marleen Veldhuis Celina Lemmen Haike van Stralen         | 4× 200 m vrij (v)   | 9e        | serie 2: 8.08,96 (4e tijd)                                                   |
| Inge de Bruijn Madelon Baans Chantal Groot * Marleen Veldhuis Stefanie Luiken         | 4× 100 m wissel (v) | 6e        | serie 2: 4.08,72 (5e tijd) ) finale: 4.07,36                                 |

- Zwom enkel in de series